# Grimmia pilifera
Grimmia pilifera là một loài Rêu trong họ Grimmiaceae. Loài này được P. Beauv. mô tả khoa học đầu tiên năm 1805.